# Malden Automobile Company
Malden Automobile Company war ein US-amerikanischer Hersteller von Automobilen.

## Unternehmensgeschichte
Das Unternehmen wurde 1898 in Malden in Massachusetts gegründet. Im gleichen Jahr entstand ein erster Dampfwagen als Prototyp. Erst 1902 begann die Serienproduktion von Automobilen. Der Markenname lautete Malden. Im gleichen Jahr endete die Produktion.  Insgesamt entstanden nur wenige Fahrzeuge.
Die Lynn Automobile Company setzte ab Anfang 1903 die Produktion auf eigene Rechnung fort.

## Fahrzeuge
Im Angebot standen ausschließlich Dampfwagen. Sie hatten einen Dampfmotor mit zwei Zylindern. Eine Abbildung zeigt einen offenen Runabout. Eine Ausführung hatte eine vordere Sitzbank zum Ausklappen für zwei weitere Passagiere. Gelenkt wurde mit einem Lenkhebel, der wahlweise außen oder in Fahrzeugmitte montiert war.